# RU251
RU251（SpPz RU251(Spähpanzer RU251：偵察戦車 RU251）は、ドイツ連邦共和国（西ドイツ）が開発した軽戦車である。
試作のみで量産・配備は行われなかった。

## 概要
1960年に連邦軍参謀本部によりM41軽戦車及びSPz1を置き換えるための車両として計画され、ハノマーグ社によって開発された。ドイツ連邦軍向けの偵察車両としての他に、同様にM41やM24といったアメリカ製軽戦車を導入した西側諸国へ両車の更新用として売り込むことも構想されていた。
本車の車体部分はカノーネンヤークトパンツァー(KJPz.4-5)と同様にラングHS.30歩兵戦闘車（ドイツ連邦軍制式名 SPz.12-3）から流用されており、シャーシの基本形や走行装置、エンジン等は共通のものとなっている。また、主砲もKJPz.4-5と同じものが用いられている
。
1963年には一次試作車であるRU25-1(RU251)が完成したが、想定敵であるワルシャワ条約機構軍は既に偵察部隊にもT-54、T-55といった中戦車を配備していることが判明し、それらに対しては90mm砲は威力不足であり、戦闘を想定した偵察任務に用いるには105mm砲装備の中戦車が必要と結論された為、本車の開発計画は中止された。
RU251はドイツが開発した最後の軽戦車である。製作された試作車は現在もドイツ国内の博物館に展示されている。

## 構成
RU251の構成は同時期に開発されたレオパルト1に酷似しており、レオパルト1をそのまま一回りほど小型化したといって良い構成となっている。砲塔の大まかな形状、武装や走行装置の配置、乗員構成等も同様である。
砲塔は防弾鋳鋼製の一体構造で、同じく防弾鋳鋼製の防盾を持つ。装甲厚は全周20mm、防盾部30mm、天面部が8mmとなっている。

主砲はラインメタル社製 BK90 40口径90mmライフル砲で、副武装にはラインメタル MG3 7.62mm機関銃を主砲同軸及び砲塔上ハッチの銃架に装備した。この他、4連装煙幕弾発射器を砲塔側面後部の左右に装備する。主砲基部には赤外線／白色光サーチライトの装備が可能となっていた。尚、照準装置は主砲同軸の望遠鏡式、及び砲塔上面右側に装備された潜望鏡式のもののみで、レオパルト1のようなステレオ式測距儀は装備されていない。
車体は防弾鋼板の溶接構造で、装甲厚は前面30mm、側面20mm、上／底面8mmであった。前部左側に操縦席、前部右側には車体弾薬庫がある。車高を抑えるために、エンジンルーム上面と戦闘室上面の境には段差が設けられ、エンジンルーム上面より戦闘室上面が低くなるようになっている。エンジン及び変速機は後部にあり、起動輪が最後部にある後輪駆動方式で、片側5個の中口径転輪と4個の上部支持輪を持つ。転輪には中央の第5/6輪以外にはダンパーが備えられている。履帯はダブルピン・ダブルブロック構造である。
乗員は車長・砲手・装填手・操縦手の4名であった。

## 登場作品

### ゲーム
『World of Tanks』
ドイツ軽戦車「Spähpanzer Ru 251」として購入可能。
『World of Tanks Blitz』
ドイツ軽戦車「Ru 251」として開発可能。
『War Thunder』
ドイツ軽戦車「Ru 251」として購入可能。